# Kalisari (Baureno)
Kalisari is een bestuurslaag in het regentschap Bojonegoro van de provincie Oost-Java, Indonesië. Kalisari telt 2916 inwoners (volkstelling 2010).